# Гвиччардини, Франческо
Франческо Гвиччардини (итал. Francesco Guicciardini; 6 марта 1483, Флоренция — 22 мая 1540) — политический мыслитель и историк эпохи Высокого Возрождения в Италии.

## Биография
Гвиччардини был выходцем из богатой и знатной семьи, учился в университетах Феррары и Падуи. Рано стал профессором права, но затем был отправлен послом Флоренции в Арагонское королевство, в Испанию. Затем был папским наместником в разных городах Италии — Болонье, Модене, Реджио, Романье. Всё время играл важную роль в политической жизни Италии, борясь за ограниченную монархию во Флоренции. Постоянная политическая борьба, заканчивавшаяся каждый раз провалом намерений Гвиччардини, привела к тому, что, оставив практическую политику, он занялся теоретической, посвятив последние три года своей жизни созданию «Истории Италии», насыщенной богатым фактическим материалом, скомпонованным таким образом, что реальный политик всегда должен принимать сторону победителя и вовремя приспосабливаться к обстоятельствам.
Младший современник Макиавелли, он ещё в юности обратился к изучению прошлого родного города — Флоренции. В «Истории Флоренции» он изложил события с восстания чомпи 1378 года, и до 1509 года, когда писалось это сочинение, опубликованное лишь в 1859 году. Гвиччардини подверг тщательному анализу эволюцию политической системы — от пополанской демократии к тирании Медичи — придя к выводу, что оптимальной формой правления для Флоренции была бы олигархия, «правление лучших». Политические пристрастия не помешали ему, однако, точно оценить скрытые пружины государственной жизни Флорентийской республики, увидеть за изменениями структуры власти борьбу своекорыстных интересов отдельных группировок и влиятельных лиц из социальной верхушки. В отличие от Макиавелли, своего друга, которого он, впрочем, нередко критиковал, Гвиччардини не склонен был оправдывать систему единовластия ни при каких обстоятельствах — он оставался верным республиканским принципам, хотя и аристократической окраски, и в других своих сочинениях, в частности в диалоге «Об управлении Флоренцией».
В «Истории Италии», первом сочинении подобного рода (опубликовано посмертно в 1561 году), Гвиччардини детально прослеживал политическую судьбу страны с 1492 по 1540 год, то есть в период, когда Италия стала ареной международного военного конфликта, свидетелем которого был он сам. Он обращал внимание на роль правителей, мудрые или «плохо обдуманные» решения которых всегда отражались на положении народа, пытался выяснить глубинные причины политических и военных неудач итальянских государств. «История Италии» была опубликована спустя четверть века после её создания (1561—1564) и принесла Гвиччардини славу выдающегося историка. Труды Макиавелли и Гвиччардини стали вершиной ренессансной историографии Италии, не получившей новых сильных импульсов развития в период кватроченто и католической реакции, хотя заложенная в этих трудах традиция сказывалась на исторической мысли вплоть до начала XVII века.
Гвиччардини скончался во Флоренции.

## Сочинения
- Сочинения / Вступ. статья и ред. А. К. Дживелегова. Пер. и прим. М. С. Фельдштейна. — Academia, 1934. — 547 с.
- Заметки о делах политических и гражданских. — М.: Рипол Классик, 2016. — 240 с.
- История Италии: В 2-х тт. — М.: Канон+, 2018. — 744+696 с. — ISBN 978-5-88373-536-2.